# Fölisöfjärden
Fölisöfjärden (finska: Seurasaarenselkä) är en fjärd i Finland. Den ligger i landskapet Nyland, i den södra delen av landet.